# Volby do Senátu Parlamentu České republiky 2000

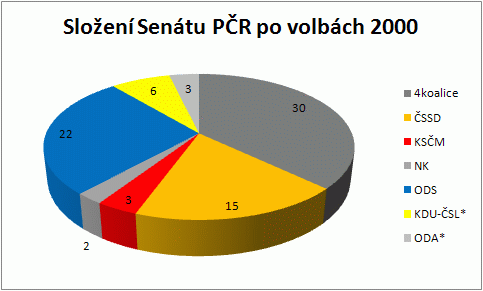
Složení Senátu PČR po volbách 2000

Volby do Senátu Parlamentu České republiky 2000 (senátní volby 2000) se uskutečnily dne 12. 11. 2000, druhé kolo pak o týden později, 19. 11. 2000.

## Systém voleb
Při volbách voliči vybírají z kandidátů, které navrhnou různé politické strany, nebo z kandidátů nezávislých. Kandidát, který získá více než 50 % hlasů, je zvolen senátorem. Pokud žádný kandidát nezíská přes 50 % hlasů, koná se druhé kolo voleb, kam postupují první dva kandidáti s nejvyšším počtem hlasů. Vítězem druhého kola se stává kandidát, který získá více hlasů.
Senátorem může být zvolen občan ČR, kterému je nejméně 40 let. Volí ho občané, kteří dosáhli věku 18 let. Ve volbách může kandidovat i senátor, kterému končí mandát, takže pokud dostane důvěru občanů, může ve své práci pokračovat i po více období. Každý zvolený senátor obdrží osvědčení od volební komise o řádném a právoplatném zvolení a na první schůzi Senátu, následující po volbách, složí senátorský slib.

## Tabulkový přehled[3]
Vítězství Čtyřkoalice zablokovalo snahy vládních stran o větší změnu systému voleb.
| Strana | Strana                                       | Obhajovala mandátů | 1. kolo   | 1. kolo       | 2. kolo   | Celkem získaných mandátů | Bilance | Celkem mandátů v Senátu |
| Strana | Strana                                       | Obhajovala mandátů | Zvolených | Postupujících | Zvolených | Celkem získaných mandátů | Bilance | Celkem mandátů v Senátu |
| ------ | -------------------------------------------- | ------------------ | --------- | ------------- | --------- | ------------------------ | ------- | ----------------------- |
|        | Čtyřkoalice                                  | 0                  | 1         | 19            | 16        | 17                       | ▲+17    | 30                      |
|        | Česká strana sociálně demokratická           | 9                  | 0         | 5             | 1         | 1                        | ▼-8     | 15                      |
|        | Komunistická strana Čech a Moravy            | 1                  | 0         | 8             | 0         | 0                        | ▼-1     | 3                       |
|        | Nezávislí kandidáti                          | 0                  | 0         | 2             | 1         | 1                        | ▲+1     | 2                       |
|        | Občanská demokratická strana                 | 13                 | 0         | 18            | 8         | 8                        | ▼-5     | 22                      |
|        | Demokratická unie1)                          | 1                  | –         | –             | –         | –                        | ▼-1     | 0                       |
|        | Křesťanská a dem. unie - čs. strana lidová1) | 3                  | –         | –             | –         | –                        | ▼-3     | 6                       |
|        | Občanská demokratická aliance1)              | 0                  | –         | –             | –         | –                        | ▬0      | 3                       |

Poznámka: 1) Strany DEU, KDU-ČSL a ODA utvořily pro volby 2000 Čtyřkoalici.